# Tesla, Inc.
Tesla, Inc. (fins al febrer de 2017 anomenada Tesla Motors) és una empresa estatunidenca que dissenya, fabrica i ven vehicles elèctrics i components del sistema de propulsió de vehicles elèctrics. Cotitza a la borsa de valors NASDAQ sota el símbol TSLA.

## Història
Tesla va fou fundada el juliol de 2003 per Martin Eberhard i Marc Tarpenning com a Tesla Motors. El nom de l'empresa és un homenatge a l'inventor i enginyer elèctric Nikola Tesla. El febrer de 2004, Elon Musk es va incorporar com a accionista majoritari de la companyia i en 2008 va ser nomenat executiu en cap.
El 2008, la companyia va començar la producció del seu primer model de cotxe, el cotxe esportiu Tesla Roadster, seguit del sedan Model S el 2012, Al primer trimestre de 2013, Tesla va registrar guanys per la primera vegada en la seva història, amb bones perspectives per l'expectació creada pels futurs models Tesla Model X i Tesla Model 3 i la construcció d'una gran fàbrica de bateries. La companyia va obtenir una àmplia atenció després de la producció del Tesla Roadster, el primer cotxe esportiu completament elèctric.
Tesla també comercialitza components del sistema de propulsió elèctrica, incloent-hi els paquets de bateries d'ions de liti que ven a altres fabricants d'automòbils, incloent Daimler i Toyota. L'executiu en cap de Tesla, Elon Musk, ha declarat que imagina a Tesla com un fabricant d'automòbils independent i que l'objectiu és oferir finalment els cotxes elèctrics en preus assequibles per al consumidor mitjà.
El 2012, la companyia va començar la producció del seu segon model, el sedan Tesla Model S, una berlina de luxe totalment elèctrica, el SUV Model X el 2015, el sedan Model 3 el 2017, el crossover Model Y el 2020, el Tesla. Semi camió el 2022 i la camioneta Tesla Cybertruck el 2023. El Model 3 és el cotxe elèctric endollable més venut de tots els temps a tot el món, i el juny del 2021 es va convertir en el primer cotxe elèctric que va vendre 1 milió d'unitats a tot el món.
Durant l'any 2022 i, en especial, el mes de desembre, el valor global en capitalització borsària de Tesla va caure des dels 1,2 bilions de dòlars amb què va començar l'any fins als 385.000 milions de dòlars amb què va acabar-lo, una caiguda del 68% (40% només el mes de desembre), fet que els experts no associen tant a la pujada de tipus de d'interès estatunidencs com al comportament erràtic del seu principal propietari, Elon Musk, que va derivar vers una caiguda de la demanda i augment de la desconfiança dels inversors, atès que el comportament dels seus competidors no va ser ni de bon tros tant devastador. El 2023, el Model Y va ser el vehicle més venut, de qualsevol tipus, a nivell mundial.
A mitjans de febrer de 2023, Tesla va cridar a reparació i actualització més de 360.000 vehicles als EUA, degut a un error greu en el programari de l'assistent a la conducció autònoma (anomenat Full Self-Driving Beta o FSD Beta). Fou una de les crides a revisió més grans de la història de la companyia, que va afectar els models S, X, i 3 fabricats entre els anys 2017 i 2023, i els del model Y produïts entre 2020 i 2023. En qualsevol cas, no calia que els vehicles passessin pels tallers, atès que Tesla va anunciar que actualitzaria de forma remota el programari afectat.

## Bateries
L'abril de 2015, l'empresa va anunciar les bateries Powerwall per a ús domèstic i industrial, i va rebre comandes anticipades per un valor total de 800 milions de dòlars. Se'n van anunciar dos models, un de 7 kilowatts hora i un de 10 kWh a un preu molt millor que bateries comparables, per a començar a lliurar durant l'estiu. També es van anunciar blocs de bateries a una escala superior per a aplicacions industrials en unitats de 100 kWh. L'empresa tenia previst d'alliberar les patents de tota la gamma.
A principis del 2017 la seua fàbrica de bateries començà a funcionar, tot i que amb una producció per sota del previst a causa de problemes tècnics.

## Tesla als Països Catalans
Tesla compta amb tres instal·lacions fixes als Països Catalans. La botiga de l'Hospitalet de Llobregat es va obrir el 19 de setembre de 2017, la de Barcelona el 17 d'octubre de 2017 i la de València el 12 d'abril de 2019. Les de L'Hospitalet i València també inclouen el servei tècnic de reparació de vehicles.
A més, hi ha diverses estacions de recàrrega, anomenades Tesla Supercharger. A desembre de 2022 n'hi havia un total de 15 als Països Catalans (9 al Principat de Catalunya, 1 a Catalunya Nord, 4 al País Valencià i 1 a les Illes Balears).